# Транчи (Ла Специја)
Транчи је насеље у Италији у округу Ла Специја, региону Лигурија.
Према процени из 2011. у насељу је живело 79 становника. Насеље се налази на надморској висини од 319 м.